# Palaeospiroplectamminidae
Palaeospiroplectamminidae es una familia de foraminíferos bentónicos de la Superfamilia Tournayelloidea, del Suborden Fusulinina y del Orden Fusulinida. Su rango cronoestratigráfico abarca desde el Fameniense (Devónico superior) hasta el Viseense (Carbonífero inferior).

## Discusión
Algunas clasificaciones más recientes incluyen Palaeospiroplectamminidae en el Suborden Tournayellina, del Orden Tournayellida, de la Subclase Fusulinana y de la Clase Fusulinata.

## Clasificación
Palaeospiroplectamminidae incluye a las siguientes subfamilias y géneros:
- Subfamilia Palaeospiroplectammininae
  - Eotextularia †
  - Halenia †
  - Palaeospiroplectammina †
  - Rectochernyshinella †
- Subfamilia Endospiroplectammininae
  - Endospiroplectammina †

Otro género considerado en Palaeospiroplectamminidae es:
- Spiroplectamminoides † de la Subfamilia Palaeospiroplectammininae, aceptado como Palaeospiroplectammina